# Mnais pieli
Mnais pieli är en trollsländeart som beskrevs av Navás 1936. Mnais pieli ingår i släktet Mnais och familjen jungfrusländor. Inga underarter finns listade i Catalogue of Life.